# 广东尾孢虫
广东尾孢虫（学名：Henneguya kwangtungensis）为尾孢科尾孢虫属的动物。在中国，分布于广东、浙江等，营寄生生活，寄生在青鱼、鲫的鳃以及斑鳢的胆囊。